# Riella helicophylla
Riella helicophylla là một loài rêu trong họ Riellaceae. Loài này được Bory & Mont. mô tả khoa học đầu tiên.